# Royal Viking
Royal Viking är ett hotell i Stockholm som ligger vid Vasagatan norr om Centralplan intill centralstationen. Hotellet ägdes från början av Statens Järnvägar och var byggt för folk som kom med tåget och skulle övernatta.[källa behövs] Idag[när?] ingår hotellet och dess 459 rum i kedjan Radisson Blu. Närheten till Arlanda Express och andra kommunikationsmöjligheter till flygplatser lockar även flygresenärer.
Hotellet ritades av arkitekt Erik Thelaus och invigdes den 5 november 1984. Hotellet ägdes och drevs då av Trafikrestauranger som var ett dotterbolag till Statens Järnvägar. Idégivaren till byggnaden heter Lars Liedegren och den som stod för den konstnärliga utsmyckningen var Tord Olsson. Några år senare tecknades ett kontrakt med Scandinavian Airlines, som köpte en del av aktierna och tog över driften av hotellet. Idag är hotellet en del av koncernen The Rezidor Hotel Group, vars huvudkontor ligger i Bryssel.

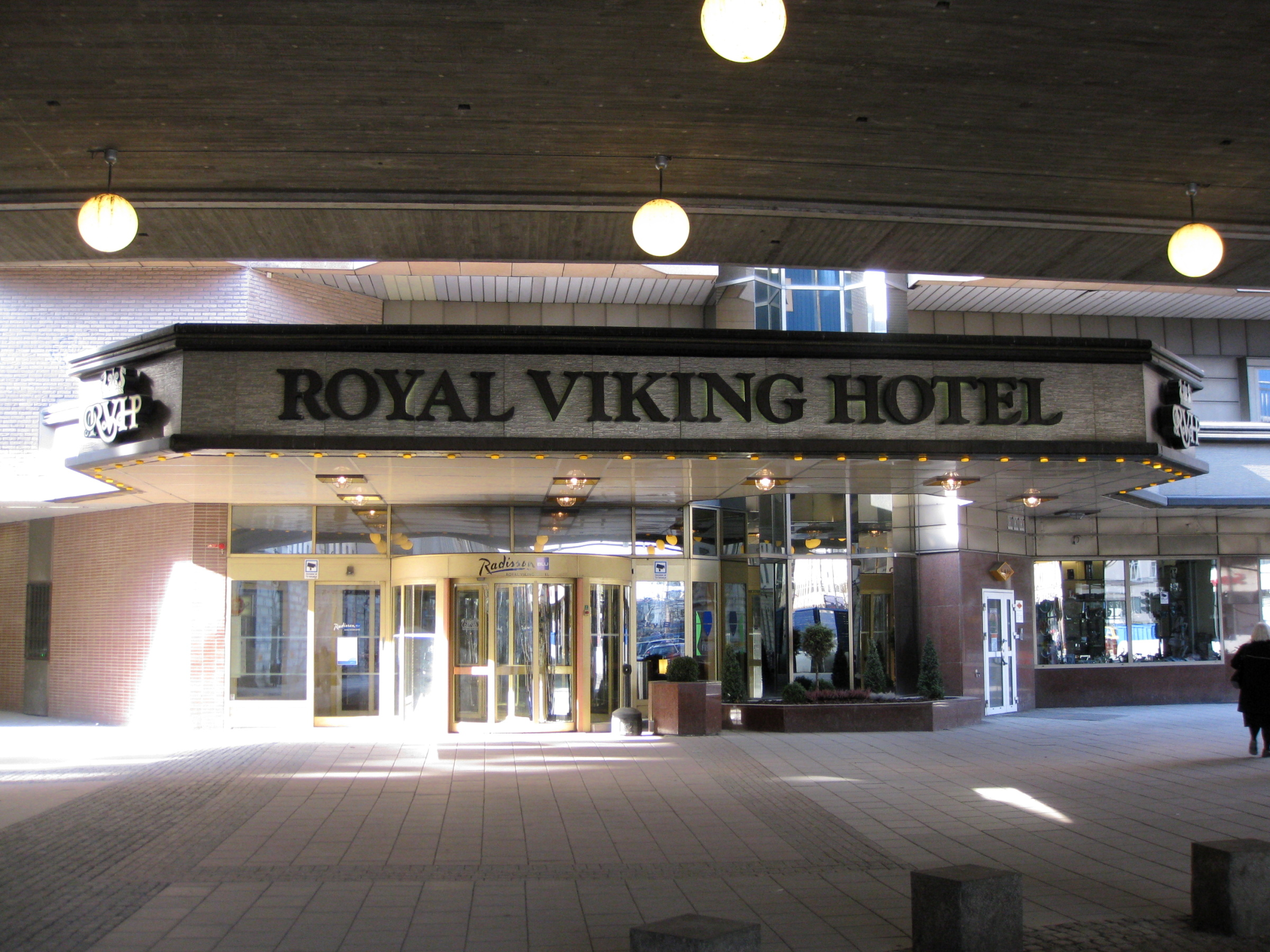
Ingången från Centralplan.